# Gora svete Ane, Šlezija
Gora Svete Ane (Góra Świętej Anny, poljska izgovorjava: [ˈɡura ˈɕfjɛntɛj ˈannɨ] ali nemško St. Annaberg; spodnješlezijsko Anaberg; šlezijsko Świyntŏ Anna) je osamelec v Šleziji na Poljskem v istoimenski občini. To je lokacija frančiškanskega samostana s čudežnim kipom svete Ane in veličastno kalvarijo, ki je pomemben cilj rimskokatoliškega romanja. Bila je strateška lokacija, pomembna tako za nemške kot poljske nacionaliste, leta 1921 pa je bila prizorišče bitke pri Annabergu, ki je bila v Tretjem rajhu obeležena z izgradnjo Thingstätte (amfiteater) in mavzoleja. Gledališče je ostalo, vendar je bil nacistični mavzolej uničen in nadomeščen s spomenikom tistim, ki so sodelovali v tretji Šlezijski vstaji.
Sestavljena kulturna in naravna krajina Góra Świętej Anny sta razglašeni za enega od uradnih zgodovinskih spomenikov Poljske (Pomnik historii) s strani odbora za nacionalno dediščino Poljske in predsednika Poljske.

## Geologija
Annaberg je vulkanski stožec iz terciarnega bazalta, najbolj vzhodni konec šlezijskega vulkanskega pasu in najbolj vzhodni pojav bazalta v Evropi. Visok je 406 metrov.

## Zgodovina
Hrib je bil v predkrščanskih časih pogansko svetišče.
Prej je bil znan kot Chelmberg; okoli leta 1100 je bila na hribu zgrajena lesena kapela sv. Jurija , ki je postala znana kot Georgenberg (hrib sv. Jurija). Leta 1516 je plemiška družina von Gaschin, ki se je sredi 15. stoletja preselila v Šlezijo iz Poljske, postavila na Chelmbergu cerkev sv. Ane. Hrib je postal priljubljena romarska točka, zlasti po darovanju leta 1560 lesenega kipa svete Ane z relikvijami, ki je še danes v cerkvi.
Grof Melchior Ferdinand von Gaschin je želel hrib postaviti za sedež frančiškanov. Med švedsko-poljsko vojno pa se je red odločil, da zapre svoje hiše v Krakovu in Lvovu ter se zaradi varnosti preseli v Šlezijo. Sklenjen je bil dogovor, po katerem bodo prevzel cerkev na Annabergu. Tja se je 1. novembra 1655 preselilo 22 frančiškanov. Grof je dal zgraditi preprosto leseno samostansko poslopje, cerkev pa nadomestil z novo kamnito stavbo, ki je bila posvečena 1. aprila 1673. Cerkev je privabljala vse večje število romarjev in posledica je bila, da je hrib postal znan kot hrib sv. Ane. Poleg romarskih prenočišč in druge infrastrukture so v 19. stoletju za potrebe romarjev ustanovili tri založniške družbe Franz Gielnik, Michael Rogier in Adolf Marcyago. Leta 1864 je cerkev obiskalo 400.000 romarjev.
Po rvi svetovni vojni je bil 20. marca 1921 izveden plebiscit v skladu s pogoji Versajske pogodbe, da bi ugotovili, ali bodo deli Šlezije, ki so pripadali Prusiji in s tem Nemškemu cesarstvu, ostali nemški ali se pridružili rekonstituirani Poljski. V župniji Annaberg, tako kot v večini Zgornje Šlezije, je večina glasovala za Nemčijo, vendar je bilo lokalno upravno okrožje (Landkreis Groß Strehlitz) eno od območij, kjer je bila večina naklonjena združitvi s Poljsko. V začetku maja se je začela tretja šlezijska vstaja, pri čemer so poljske enote Wawelbergove skupine v nasprotju z željami poljske vlade skušale združiti s Poljsko tista območja, ki so zanjo glasovala. 4. maja so od pravno omejenih sil nemške vojske zavzeli Annaberg, ki je imel poleg kulturnega pomena samostana za nemške Šlezijce tudi strateški pomen, saj dominira nad dolino Odre. 21.–23. maja so v bitki pri Annabergu neuradne nemške sile gornješlezijskega Selbstschutza in bavarskega Freikorpsa Oberland pod poveljstvom generalpolkovnika Bernharda von Hülsena ponovno zavzele del hriba. Na obeh straneh so bile velike izgube, spopadi pa so potekali v več sosednjih vaseh. Več udeležencev na nemški strani je bilo pozneje vidnih v nacističnem režimu.
Z bitko, ki je bila dodana njeni obstoječi vlogi, ki simbolizira katoliško identiteto Šlezije znotraj pretežno protestantske Prusije, je Annaberg postal močan simbol nemškega regionalnega nacionalizma; v tej vlogi nastopa v propagandnem filmu Land unterm Kreuz iz leta 1927. Za poljske Šlezijce je imel tudi verski in kulturni pomen; bil je tema pesmi Norberta Bonczyka; in po bitki leta 1921 postal tudi politični simbol za Poljake.
V letih 1934–1936 so nacisti zgradili Thingstätte na mestu kamnoloma ob vznožju hriba. V letih 1936–1938 je bil nad tem postavljen mavzolej za 51 padlih pripadnikov nemškega Freikorpsa, ki ga je zasnoval Robert Tischler in zagotovljeno počivališče, s katerega so se lahko pripeljali uporabniki nove Reichsautobahn (danes poljska avtostrada A4), 10 minut hoje do spomenika. Namen je bil, da bi bil kompleks mavzoleja in gledališča nasprotje samostanu in »preoblikovanje Annaberga v simbol Zgornje Šlezije in ustrezen kraj verskega in narodnega praznovanja«. Vendar pa po otvoritvi maja 1938 gledališče ni bilo več uporabljeno za slovesnosti, romarji pa so še naprej obiskovali samostan v vedno večjem številu.
Mavzolej je bil leta 1945 miniran, leta 1955 pa je bil zamenjan s spomenikom Šlezijskim upornikom, ki ga je zasnoval Xawery Dunikowski.
Menihi so bili trikrat izgnani iz samostana, pod Napoleonom (leta 1810; romarji so s seboj pripeljali svoje duhovnike, frančiškani pa so se vrnili šele leta 1859), Bismarckom in Hitlerjem. Ko so se vrnili leta 1945, so v cerkvi šele junija 1989 ponovno vzpostavili službo v nemškem jeziku. Helmut Kohl se je nameraval udeležiti tamkajšnje maše med svojo spravno turnejo po Poljski novembra 1989, s katere ga je odpoklical padec berlinskega zidu 9. novembra. (To je veljalo za nesrečno izbiro in Kohla so namesto tega odpeljali na posestvo Helmuta von Moltkeja, kjer je potekala kaotična maša v poljščini s pripadniki nemške manjšine, ki so poskušali peti hvalnice sv. Ani.) Samostan danes vsako leto privabi na tisoče romarjev, zlasti iz same Zgornje Šlezije in še posebej za dan sv. Ane, 26. julija, za Katoliško cerkev pa je simbol pobožnosti, ki presega nacionalne meje. Marca 1980 je papež Janez Pavel II. cerkev razglasil za manjšo baziliko.
Annaberg je bil 14. aprila 2004 razglašen za poljski zgodovinski spomenik.

## Spomeniki

### Samostan
Samostanske stavbe, na vrhu hriba, so baročne; cerkev je bila prezidana leta 1665, druge stavbe, ki na njeni južni strani tvorijo štirikotnik, pa so v letih 1733–49. Glavni predmet čaščenja romarjev je kip svete Ane z Devico in otrokom, izklesan iz lipovega lesa nad glavnim oltarjem v cerkvi, visok približno 66 centimetrov, v katerem naj bi bile relikvije svetnice iz samostana Ville blizu Lyona v Franciji in je zaslužen za čudeže. Cerkvi naj bi jo daroval Nikolaus von Kochtitzky, lokalni plemič, leta 1560 in je bila oblečena v zlato blago z biseri.
Zunaj cerkve je Paradiesplatz (Rajski trg), formalni samostanski vrt, postavljen leta 1804. Pod samostanom je Kalvarija (pot med postajami Kristusovega pasijona) s 33 baročnimi kapelicami kot postajami. To je bilo določeno v oporoki grofa Melchiorja Ferdinanda von Gaschina, ki je menil, da je pokrajina Annaberga podobna pokrajini Jeruzalema in njegove okolice; zgrajena je bila pod njegovim nečakom Georgom Adamom von Gaschinom v letih 1700–09 po načrtih Domenica Signa in delno obnovljena leta 1764 in ponovno v letih 1780–85, ko so bile Svete stopnice dodane s projektom Christopha Worbsa. Georg Adam in Anton von Gaschin sta pokopana v kripti kapele križa in na osrednjih stebrih upodobljena v nadnaravni velikosti. Leta 1912 je bila dodana Lourdes Grotto.

### Amfitheater
Thingstätte ali gledališče na prostem za Thingspiele, nacistične multidisciplinarne predstave, je bilo zgrajeno v letih 1934–36, prvo v Šleziji. Zasnovala sta ga Franz Böhmer in Georg Pettich in je imela sedeže za 7000, prostor za stojišča za 20.000 in zmogljivost do 50.000. Od vojne so ga uporabljali za praznike žetve in koncerte, poskušali so financirati obnovo, leta 2008 pa je bil kamen zelo propadel.

### Mavzolej
V letih 1936–38 je bil na vrhu pečine nad amfiteatrom dozidan mavzolej za 51 pripadnikov Freikorpsa, ki so padli v bitki pri Annabergu. Zasnoval ga je Robert Tischler, glavni arhitekt nemške komisije za vojne grobove, v vojaškem slogu, ki spominja na srednjeveško trdnjavo, kot je Hohenstaufnov Castel del Monte. En tedanji pisatelj ga je primerjal s topovsko kupolo. Bil je okrogel, s težkimi stebri rusticiranega peščenjaka, ki jih prekrivajo večni ognji, in ozkim vhodom, ki vodi v ambulatorij, osvetljen le z ozkimi okni, ki spominjajo na reže za puške, medtem ko je na drugi strani temno stopnišče, ki namiguje na prehod med svetovi, vodi navzdol v kripto, izrezano iz skale. V nišah so bili sarkofagi, označeni z etapami vojaške zgodovine Nemčije od leta 1914 do 1931/32: Deutschland erwache! (Nemčija, zbudite se!), v središču je bil kip padlega bojevnika v zelenem porfirju, avtorja Fritza Schmolla, znanega kot Eisenwerth, ki ga je kipar in njegovi pomočniki ustvarili na mestu med gradnjo spomenika, ker je bil prevelik, da bi ga pripeljali skozi vhod. Kupola je dopuščala razpršeno svetlobo, pretežno zlati mozaiki Rösslerja iz Dresdna in Klemma iz Münchna pa so upodobili stilizirane nemške orle in svastike. Opis iz leta 1938 v publikaciji Komisije za vojne grobove opisuje tamkajšnje mrtve, ki so »pazili na meji in spodbujali obmejno regijo in njene ljudi, da ohranijo nemški značaj in nemško vero« ter poudarili lokacijo na poti med Hindenburgovim spomenikom v Tannenbergu in spomenikom na Königsplatzu v Münchnu. Okolica spomenika je postala naravni rezervat, za dokončanje romanja pa so se obiskovalci morali z nivoja gledališča povzpeti skozi naravno okolje.
Tischler je zasnoval več spomenikov v podobnem nekoliko rustikalnem slogu, ki spominja tako na srednjeveške trdnjave kot na spomenik Hindenburgu.

### Spomenik vstaji
Mavzolej je bil leta 1945 miniran, leta 1955 pa je bil na njegovo mesto ob deseti obletnici osvoboditve posvečen spomenik šlezijskim upornikom (polj. Pomnik Czynu Powstańczego), ki ga je zasnoval Xawery Dunikowski. To je preprosta klasična zasnova s štirimi stebri v pravokotnem prerezu, ki obkrožajo večni ogenj in nosilnimi arhitravi, pod katerimi so štiri masivne granitne skulpture Šlezijskih glav. Na zatrepih so industrijski simboli. V notranjosti so stebri okrašeni s stiliziranimi upodobitvami rudarjev, šlezijskih kmetov, železarjev in matere z otrokom na roki na kariatidni način, na zunanjih površinah pa so orisane risbe vsakdanjih in delovnih prizorov iz sedanjost in preteklost ter prizori same vstaje. Med njimi so bili spopadi z Nemci od srednjeveškega obdobja tevtonskih vitezov, kar je pomenilo večno sovraštvo med Nemci in Poljaki, in za 25. obletnico vstaje leta 1946 so bile pokopane žare s pepelom ljudi, ki so jih nacisti ubili v Varšavski vstaji. Vendar je bilo protinemško sporočilo leta 1955 zasenčeno s sporočilom hvale predhodnikom komunistične države.
Dunikowski je že v začetku leta 1946 skiciral ideje za spomenik in zmagal na natečaju za njegovo zasnovo, vendar je bil manj strokovnjak kot arhitekt kot kipar in je bil pod uradnim pritiskom, stavba pa nima želenega impresivnega učinka.

## Galerija
- Upodobitev frančiškanskega samostana iz 18. stoletja
- Lurdska jama
- Kapela Getsemanija na Kalvariji
- Pogled na spomenik vstaji iz amfiteatra
- Skulptura rudarja Xaweryja Dunikowskega v spomeniku